# Садовий (Теньгушевський район)
Садо́вий (рос. Садовый, ерз. Садовый) — селище у складі Теньгушевського району Мордовії, Росія. Входить до складу Такушевського сільського поселення.
Населення — 33 особи (2010; 70 у 2002).
Національний склад (станом на 2002 рік):
- росіяни — 97 %